# Edmond Van Offel
Edmond Marie Gabriël Van Offel (Antwerpen, 14 april 1871 –  's-Gravenwezel (Schilde), 5 september 1959) was een Belgisch kunstschilder, illustrator, schrijver, dichter,  graficus, boekbandontwerper en tekenaar, hij schilderde ook stadsgezichten. Hij had een opleiding aan de Academie van Beeldende Kunsten en Het Hoger Instituut voor Schone Kunsten in Antwerpen.
Hij is vooral bekend door zijn talloze boekbandontwerpen voor verschillende uitgeverijen in Nederland en België, waaronder uitgeverij Opdebeek in Antwerpen. Hij ontwierp ook affiches, historische wandplaten en exlibris.
Edmond van Offel was een van de eerste medewerkers van het tijdschrift Van Nu en Straks, buiten de eigenlijke stichters ervan. Op dezelfde tijd was hij te vinden onder de steunpilaren van de Antwerpsche Kunstkring De Scalden die jaarboeken uitgaf welke hij in artistiek opzicht hielp verzorgen en waar hij mooie platen in maakte.
Van zijn literaire werken zijn bekend Vastenavond, Naar 't levend model, Van den Schoolmeester, Vrijen en De Waarachtige historie van Obrecht den Duivel.